# Mildiou
Taxons concernés
- Classe des Oomycètes
  - Genres :
    - Bremia
    - Peronospora
    - Phytophthora
    - Plasmopara
    - Pseudoperonospora

  - Principales espèces :
    - Bremia lactucae
    - Plasmopara viticola
    - Plasmopara helianthi
    - Phytophthora infestans
    - Phytophthora cactorum
    - Phytophthora capsici
    - Peronospora brassicae
    - Peronospora destructor
    - Hyaloperonospora parasitica
    - Peronospora pisi
    - Peronospora spinaciae
    - Peronospora tabacina
    - Pseudoperonospora cubensis
    - Pseudoperonospora humuli
    - etc.modifier

Le mildiou est le nom générique d'une série de maladies cryptogamiques affectant de nombreuses espèces de plantes, mais prenant des proportions épidémiques dans certaines cultures de grande importance économique, telles que la vigne, la tomate, la pomme de terre, la laitue ou les courges.
Ces maladies sont provoquées par des microorganismes oomycètes rattachés au règne des Chromista, et parfois qualifiés de « pseudo-champignons ».

## Étymologie
Le terme « mildiou » résulte de la francisation phonétique de l'anglais mildew proprement « rosée de miel », issu du vieil anglais mildēaw, meledēaw « miellat, mildiou ».

## Symptômes
Ces maladies se manifestent par des taches brunes ou une apparence de moisissures blanches et cotonneuses, suivies d'un flétrissement général de la feuille, d'un rameau ou de toute la plante. Le tubercule atteint pourrit rapidement, même au cours de la conservation, dégageant une odeur désagréable et forte.

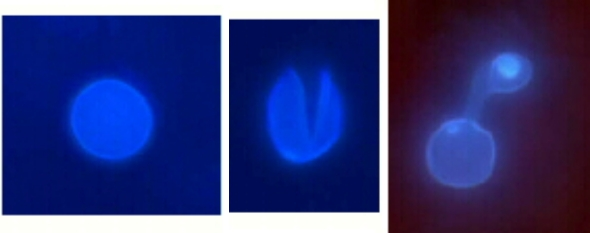
Première étape du cycle court de Hyaloperonospora parasitica (Mildiou) : la germination de conidiospores en surface d'une feuille d’Arabidopsis thaliana (microscope optique à fluorescence), présentant les parois cellulaires de H. parasitica fluorescentes en bleu, et la déposition de callose en bleu/jaune. De gauche à droite :
1) jeune conidiospore intacte,
2) ouverture d'une conidiospore durant sa germination (3 h après inoculation),
3) conidiospore germée (6 h après inoculation) avec un court tube germinatif qui essaye de pénétrer entre les cellules d’A. thaliana avec un appressorium entouré de dépôts de callose.

## Causes
Les différentes formes de mildiou sont causées par des parasites microscopiques classés parmi les Oomycètes. Ce sont des parasites obligatoires que l'on a longtemps considéré en raison de leur apparence, comme des champignons (Fungi), mais ils sont apparentés aux Chromista, ce qui explique leur extrême sensibilité au cuivre[pourquoi ?].
Cependant, les oomycètes partagent avec les Fungi certains caractères typiques des champignons : absorbotrophie, présence d'hyphes, dissémination par sporulation, digestion par exoenzyme, présence d'une paroi cellulaire. Contrairement aux algues, ils sont incapables de photosynthèse (perte du chloroplaste) et sont hétérotrophes pour le carbone.

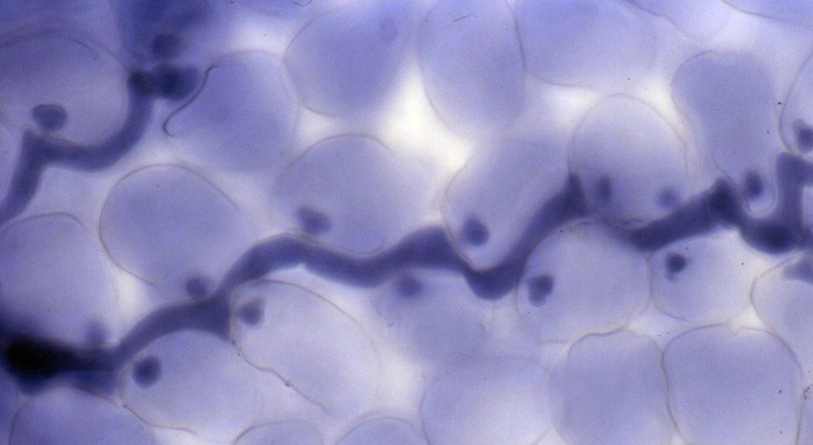
Seconde étape (végétative) du cycle court de H. parasitica : Formation d'hyphes par Hyaloperonospora parasitica (ici toujours dans une feuille d’Arabidopsis thaliana colorée au bleu de trypan marquant en bleu foncé le cytoplasme de H. parasitica). La longue structure est l'hyphe. Les petites sphères sont les haustoria.
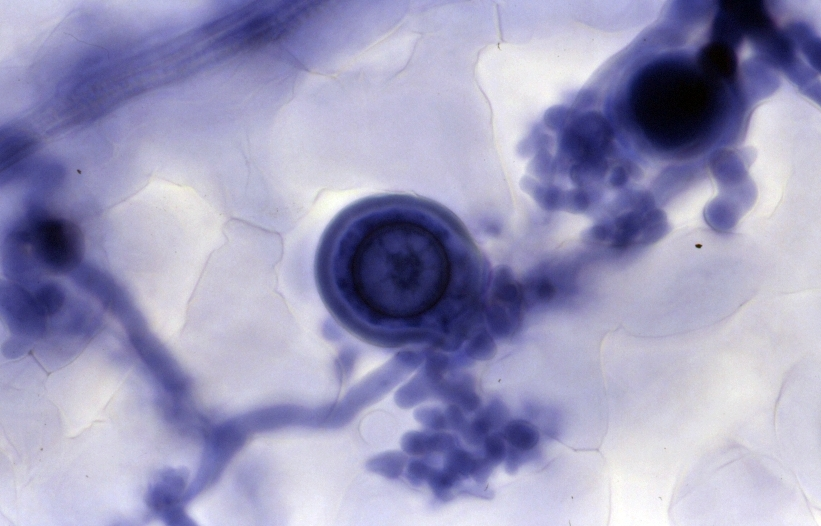
Étape reproductive du cycle court de H. parasitica : hyphes de Hyaloperonospora parasitica dans une feuille d’Arabidopsis thaliana (microscope optique). Les sphères plus grosses et très sombres sont les Oospores (forme de stockage à long terme de H. parasitica).
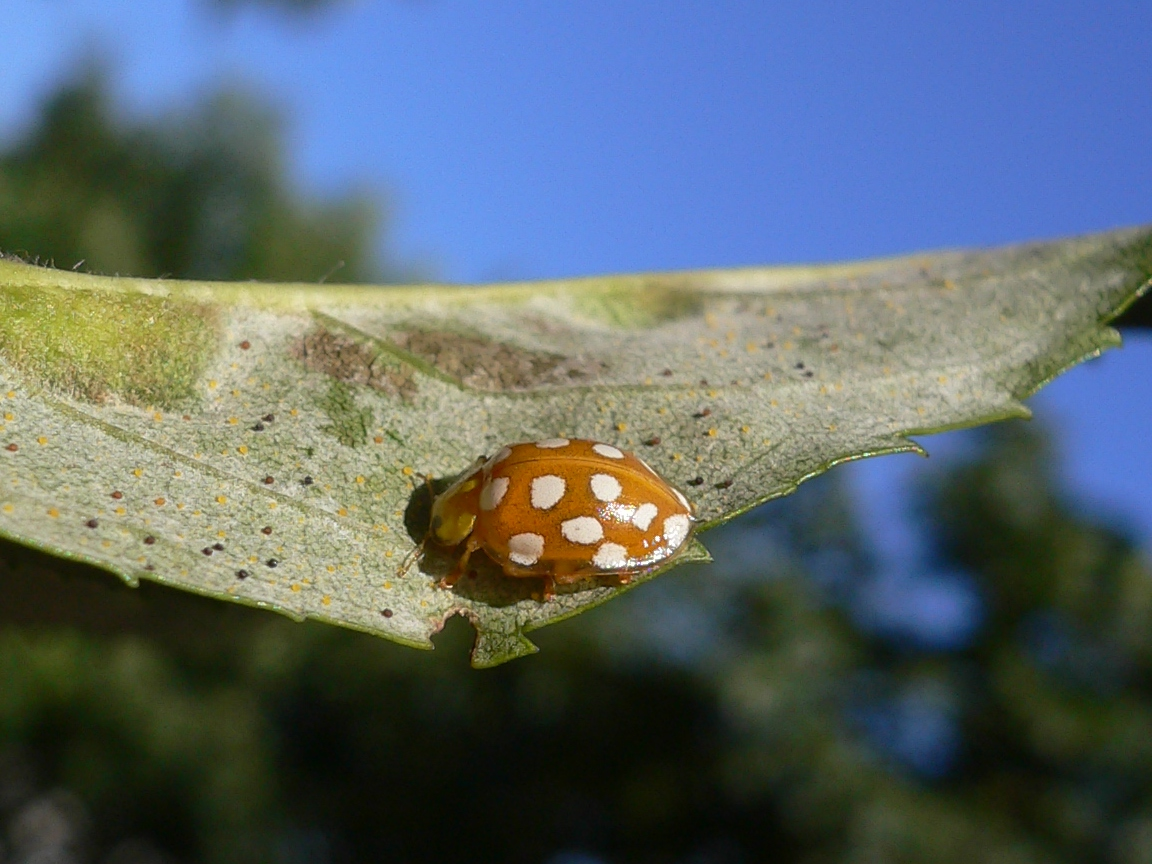
Quelques coccinelles se nourrissent des spores du Mildiou et d'autres champignons, dont Halyzia sedecimguttata
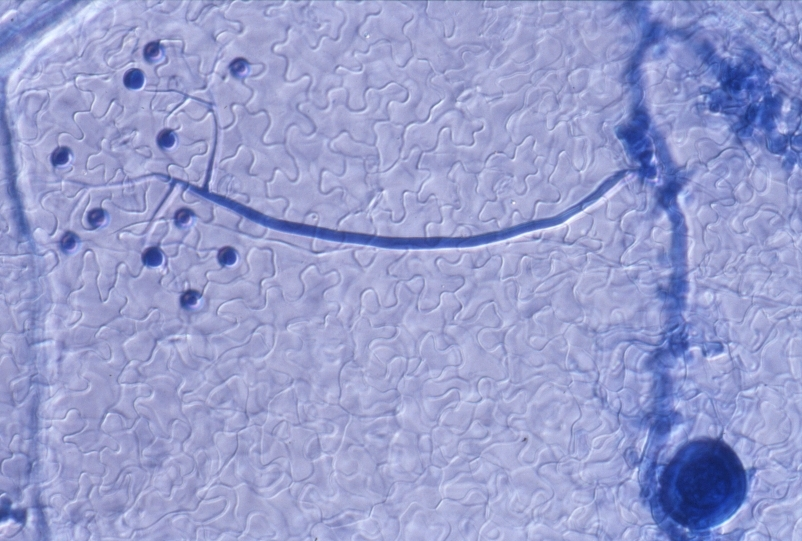
Dernière étape du cycle court de H. parasitica : apparition d'un conidiophore (structure arbusculaire bleue portant les conidiospores.
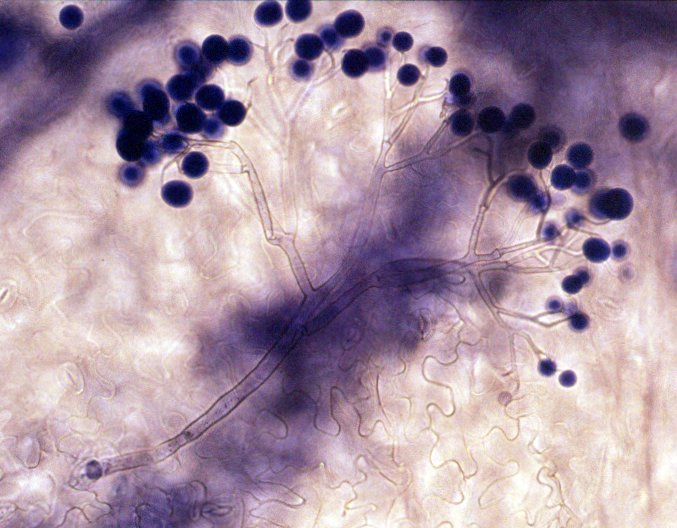
Détail du conidiophore (observé lors du phénomène de sporulation de Hyaloperonospora parasitica).
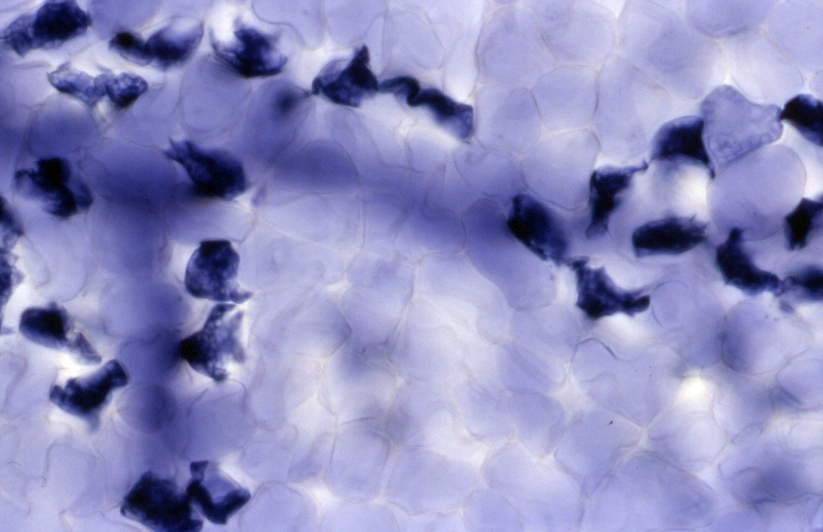
Autodéfense de la plante (réaction nécrotique d'hypersensibilité) : La plante « tue » celles de ses cellules en contact avec H. parasitica pour enrayer sa progression. Ce « suicide » cellulaire interrompt le cycle de reproduction de H. parasitica.

## Principales formes de mildiou
Le nom de mildiou est donné aux maladies provoquées par plusieurs genres de parasites, notamment :
- Plasmopara, dont le mildiou de la vigne (Plasmopara viticola), originaire d'Amérique, sa première apparition connue en France date de 1878 ;
- Phytophthora, dont le mildiou de la tomate et de la pomme de terre (Phytophthora infestans), également originaire d'Amérique, qui fut responsable dans les années 1840 de la famine de la pomme de terre en Europe, et Phytophthora cactorum qui s'attaque entre autres au fraisier ;
- Peronospora et Pseudoperonospora, qui attaquent diverses plantes maraîchères et le tabac.
- Sclerophthora, qui attaque les céréales, la canne à sucre et diverses autres graminées.

A
- mildiou de l'abricotier (Phytophthora cactorum)
- mildiou des agrumes (Phytophthora citrophthora)
- mildiou des agrumes (Phytophthora nicotianae var. parasitica)
- mildiou de l'alysson (Hyaloperonospora galligena)
- mildiou de l'artichaut (Bremia lactucae)

B
- mildiou de la betterave (Peronospora farinosa (en))
- mildiou de la betterave (Peronospora farinosa f. sp. betae)

C
- mildiou de la canne à sucre (Peronosclerospora sacchari)
- mildiou de la carotte (Phytophthora megasperma)
- mildiou de la carotte (Plasmopara crustosa (en))
- mildiou du céleri (Plasmopara apii)
- mildiou du céleri (Plasmopara crustosa (en))
- mildiou des céréales (Sclerophthora macrospora)
- mildiou du collet du cerisier (Phytophthora cactorum)
- mildiou du chanvre (Pseudoperonospora cannabina)
- mildiou des chénopodiacées (Peronospora farinosa (en))
- mildiou du chou (Hyaloperonospora brassicae (en))
- mildiou du concombre (Pseudoperonospora cubensis)
- mildiou gris du coton (Mycosphaerella areola)
- mildiou des crucifères (Hyaloperonospora parasitica)
- mildiou des Cucurbitacées (Pseudoperonospora cubensis )
- mildiou du cytise (Peronospora cytisi)

E
- mildiou de l'épinard (Peronospora farinosa f. sp. spinaciae)

F
- mildiou de la fraise (Phytophthora cactorum)
- mildiou du fraisier (Phytophthora fragariae (en))

G
- mildiou de la giroflée-quarantaine (Peronospora matthiolae)
- mildiou de la giroflée-ravenelle (Hyaloperonospora cheiranthi)

H
- mildiou du haricot (Phytophthora phaseoli)
- mildiou de l'hellébore (Peronospora pulveracea)
- mildiou du houblon (Pseudoperonospora humuli)

I
- mildiou de l'impatiens (Plasmopara obducens)

L
- mildiou du laburnum (Peronospora cytisi)
- mildiou de la laitue (Bremia lactucae)
- mildiou de la luzerne (Peronospora trifoliorum)

M
- mildiou de la mâche (Peronospora valerianellae)
- mildiou du maïs (Peronosclerospora maydis)
- mildiou des Philippines du maïs (Peronosclerospora philippinensis)
- mildiou du muflier (Peronospora antirrhini)

O
- mildiou de l'oignon (Peronospora destructor)

P
- mildiou de la pastèque (Phytophthora drechsleri)
- mildiou du pavot (Peronospora arborescens)
- mildiou des poiriers (Phytophthora cactorum)
- mildiou du pois (Peronospora viciae)
- mildiou du poivron (Phytophthora capsici)
- mildiou de la pomme de terre (Phytophthora infestans)
- mildiou du collet du pommier (Phytophthora cactorum)
- mildiou du pommier (Phytophthora cactorum)
- mildiou de la primevère (Peronospora oerteliana )

R
- mildiou de la rhubarbe (Peronospora jaapiana)
- mildiou du rosier (Peronospora sparsa)

S
- mildiou de la serradelle (Peronospora ornithopi)
- mildiou du soja (Peronospora manshurica)
- mildiou du sorgho (Peronosclerospora sorghi)
- mildiou du sorgho (Peronosclerospora philippinensis)
- mildiou du sorgo (Peronosclerospora sacchari)

T
- mildiou du tabac (Peronospora hyoscyami)
- mildiou du taro (Phytophthora colocasiae)
- mildiou polyphage de la tomate (Phytophthora cactorum)
- mildiou de la tomate (Phytophthora infestans)
- mildiou terrestre de la tomate (Phytophthora nicotianae var. parasitica)
- mildiou zoné de la tomate (Phytophthora nicotianae var. parasitica)
- mildiou du tournesol (Plasmopara halstedii, synonyme Plasmopara helianthi)
- mildiou du trèfle (Peronospora trifoliorum)

V
- mildiou de la vigne ou mildiou de la grappe (Plasmopara viticola)
- mildiou de la violette (Peronospora violae)
- mildiou du violier (Hyaloperonospora cheiranthi)

## Prévention et traitement
La solution la plus efficace reste la prévention par des méthodes prophylactiques. Lorsque la plante est contaminée, il faut appliquer un traitement phytosanitaire curatif. Le rendement des plantes infectées est diminué.

### Prévention
Pour prévenir le mildiou :
- détruire et éliminer les débris de culture atteints ;
- éviter une humidité excessive des feuillages, favoriser la circulation de l'air entre les plantes ;
- observer des rotations de cultures de façon à éviter qu'une même culture se succède trop rapidement sur une parcelle ;
- choisir des variétés résistantes ;
- pulvériser préventivement un fongicide, ou curativement du purin de prêle disponible en jardinerie[réf. nécessaire]. À noter que la seule efficacité prouvée des purins de plantes l'a été sur le mildiou de la vigne, aucune efficacité n'a pu être démontrée sur les autres cultures[4].

### Traitement
- Par des traitements classés comme fongicides :
  - par des solutions cupriques (à base de sulfate de cuivre) comme la bouillie bordelaise ou la bouillie bourguignonne ;
  - par l'utilisation de solutions d'iode, comme la teinture d'iode ou la povidone iodée (bétadone)[5]
  - en employant des fongicides de synthèse.

Ces fongicides à action préventive peuvent être classés selon leur mode d'action :
- fongicides agissant par contact (mancozèbe, folpel...) les produits créent une barrière entre les feuilles et le parasite. Ils sont sensibles au lessivage par les pluies.
- fongicides pénétrants (cymoxanil) ou matières actives de la famille des CAA (diméthomorphe), (mandipropamide), (iprovalicarbe), (benthiavalicarbe) ou (valifénalate). Ils sont à l'abri du lessivage, mais ne protègent pas les pousses néoformées.
- fongicides systémiques (fosétyl-Al ou aliette, anilides, véhiculés par la sève, ils protègent la vigne durant 14 jours en moyenne. L'usage de ces produits induit l'apparition de souches résistantes à l'exception du fosétyl-Al. Ils ne doivent pas être appliqués plus de trois fois par an.

Différents purins sont recommandés pour traiter les plantes atteintes de mildiou :
1/ Il est possible de traiter le mildiou de façon naturelle à l'aide d'une solution à base de bicarbonate de soude et de savon à vaisselle.
Le mélange suivant est à vaporiser sur les plantes contaminées :
1. 10 grammes (environ 1 c.s.) de bicarbonate de soude
2. 4 litres d'eau
3. 40 ml (2½ c.s.) d'huile horticole ou de savon noir

Le savon sert à fixer le bicarbonate de soude sur la feuille ; renouveler la pulvérisation après la pluie ou l'arrosage des feuilles. La nocivité de ce traitement est nulle.

2/ A titre préventif, traitement par purin composé d'une décoction d'ail.
L'allicine est en effet un composé organo-sulfuré reconnu comme fongicide et bactéricide.
Préparation:
- Pour préparer ce purin, on porte à ébullition 5 litres d'eau qu'on verse dans un récipient plastique. On y plonge 15 caïeux d'ail épluchés, fendus en deux. On fait fermenter la préparation en laissant le récipient ouvert et exposé au soleil pendant 4 à 5 jours (jusqu'à ce que le mélange mousse). On filtre et on vaporise le purin pur sur les feuilles et le sol autour des plantes atteintes. L'odeur assez forte a un effet répulsif sur de nombreux insectes vecteurs de maladies. Le purin conserve ses propriétés environ un mois. On peut faire une application tous les 15 jours (de préférence tôt le matin quand les stomates sont bien ouverts) en ramenant ce délai à tous les 3 jours en cas de pluie ou de climat humide favorable au développement des parasites. On peut ajouter à cette préparation une infusion de 50 g de feuilles fraîches de laurier sauce dans 2 litres d'eau qui aura un effet répulsif complémentaire sur les insectes[réf. nécessaire].

## Apparition de souches de mildiou résistantes aux fongicides
Des mildiou et oïdium résistant aux pesticides (fongicides) semblent en extension dans les vignobles, dont en France, ce qui a suscité un certain nombre de recommandations officielles.
Le phénomène est constaté dans le monde entier, jusqu'en Australie,, où le phénomène semble s'être récemment étendu ainsi qu'aux États-Unis,, où la diversité des souches de mildiou est plus élevée ou au Canada. Monsanto a mis au point un hybride de concombre au moins temporairement résistant, ce qui préoccupe aussi les horticulteurs ou cultivateurs de cucurbitacés,.

## Histoire
La Grande Famine des années 1845-1851 en Irlande a été provoquée par une épidémie de mildiou qui a décimé les cultures de pomme de terre. L'agent causal de cette maladie provient très probablement d'Amérique du Sud et a été introduit en Europe au milieu du xixe siècle.
La botaniste et mycologue belge, Marie-Anne Libert, fut la première à identifier l'agent pathogène responsable de « la maladie de la pomme de terre » (le mildiou), qu'elle appela Botrytis vastatrix Lib. et dont elle donna une description détaillée dans un mémoire rédigé en août 1845.
Un peu plus tard la même année, le mycologue français Camille Montagne en fit également une description et le nomma Botrytis infestans Mont.
Le révérend Miles Joseph Berkeley, botaniste anglais, publia en 1846 une étude dans laquelle il attribuait à ce microorganisme la cause de la maladie ; cependant, à l'époque, il était généralement admis que le mycélium observé était une conséquence et non la cause de la maladie.
C'est le mycologue allemand Anton de Bary qui mit fin à la controverse entre 1861 et 1876 en démontrant le lien de causalité entre le champignon, qu'il renomma Phytophthora infestans (Mont.) de Bary, et la maladie.
Anton de Bary décrivit également les stades sexué et asexué de l'agent du mildiou de la vigne, qui est originaire du nord-est des États-Unis. Il le nomma Peronospora viticola (De Bary, 1863). Plus tard, après la séparation des genres Peronospora et Plasmopara par Joseph Schöter, Berlese et deToni ont renommé ce microorganisme Plasmopara viticola (Berk. & M.A.Curtis) Berl. & De Toni, (1888).